# 밋 차이반차
밋 차이반차(태국어: มิตร ชัยบัญชา 1934년 1월 28일 ~ 1970년 10월 8일) 은 태국의 영화 배우이다.

## 어린 시절
밋 차이반차는 피쳇 품헴 (พิเชษฐ์ พุ่มเหม)으로 빈곤에서 태어났다. 부모는 그가 어렸을 때 헤어졌다. 8세 때 밋 차이반차과 그의 어머니는 방콕로 이사했고 그는 태국 권투 학교에 등록했다. 그는 1952년 학교에서 복싱 챔피언이 되었고 3개의 가벼운 부문 타이틀을 획득했다. 중등 학교를 마치고 프라나콘대학에서 공부한 다음 태국 왕실 공군항공 학교에 입학하여 조종사 훈련을 받았다. 졸업 후 그는 태국 왕실 돈므앙 공군 기지에서 비행 강사로 일했다.
1956년에 어떤 친구들은 그의 사진을 기자 낑깨우 깨우쁘라섯 (กิ่งแก้ว แก้วประเสริฐ) 에게 보여 주었다. 그를 쑤랏 푹까웻 (สุรัตน์ พุกกะเวส) 에게 영화 잡지 편집자 소개했다. 밋 차이반차은 그의 첫 번째 영화 "호랑이 본능" (ชาติเสือ)에서 타르를 찍었다. 그때 그는 그의 이름을 피쳇 품헴에서 밋 차이반차로 바꾸기로 결정했다. 그는 "갱스터 군주" (จ้าวนักเลง)에 출연한 후 영화가 팬들의 관심을 끌었다. 작가 쎅 두씻 (เศก ดุสิต) "붉은 독수리" (อินทรีแดง) 시리즈의 소설 롬 릿티끄라이 (โรม ฤทธิไกร) 을 사용한다.
그는 1959년 아내 짜루완과 결혼했다. 1961년에 아들 윳타나 또는 똔가 태어났다. 그러나 이혼으로 하였다.

## 명성의 높이
1961년 밋 차이반차은 "핌처위의 사랑 일기" (บันทึกรักของพิมพ์ฉวี) 에 출연 펫차라 차오와랏 (เพชรา เชาวราษฎร์) 와 그의 첫 번째 영화 이것은 태국 영화사에서 가장 유명한 영웅-여 주인공 파트너십의 시작이었다. 밋과 펫차라 듀오는 약 165 편의 영화를 함께 만들었다.
이 쌍의 가장 유명한 영화 중 하나는 1970년대 "시골의 마법의 사랑" (มนต์รักลูกทุ่ง - 몬락룩퉁) 태국의 시골 생활을 뮤지컬하는 로맨틱 코미디이다.
밋 차이반차는 아주 바쁜 배우였고 항상 움직였다. 하루에 2~3 시간 정도만 자고 설정에서 자고.
그의 가장 유명한 영화 중 하나 인 "방콕 작전" (เพชรตัดเพชร) 방콕과 홍콩에서 총에 맞은 악당으로 르차 나르낫와 께차 프리안위티을 홍콩의 유명 여배우 인 레지나 파이핑도 마찬가지이다.
"몬락룩퉁" (시골의 마법의 사랑) 밋 차이반차의 마지막 영화 중 하나였다. 1970년에 6개월 동안 방콕 영화관에서 6백만 바트를 썼으며 그 인기는 베스트셀러 사운드 트랙 앨범과 "황금 독수리" (อินทรีทอง)를 촬영하는 동안 밋 차이반차 우발적 인 죽음

## 그의 마지막 영화
"황금 독수리" (อินทรีทอง)는 밋 차이반차이 직접 제작한 첫 번째 영화였다. 그의 인기 캐릭터의 귀환 마스크 범죄자 "인씨댕" (붉은 독수리 - อินทรีแดง) 알콜 탐정 롬 릿티끄라이의 비밀 변경 자아
촬영 마지막 날에 대본은 밋 차이반차이 악당을 정복하고 헬리콥터에서 일몰으로 날아가도록 요구했다. 카메라가 굴러 감에 따라 밋 차이반차은 비행기에서 매달린 밧줄 사다리를 움켜 쥐기 위해 뛰어 내렸다. 가장 낮은 렁에 도달하는 것만 관리 이것을 모르고 헬리콥터 조종사가 점점 더 날아 밋 차이반차는 밧줄 사다리를 놓쳐 땅에 떨어졌다. 사고는 모두 필름에 잡힌 실제로 최종 극장 개봉에 남아 있었다. DVD 버전의 영화에서는 치명적인 추락이 제거되었다. 밋 차이반차는 단순히 멀리서 날아가고 별에 대한 찬사를 바치는 화면상의 텍스트로 등장했다.
태국 영화 산업에서 1970년을 어려운 해로 만들었던 것은 또 다른 죽음이었다. 몇 달 전 파이오니아 선구자 인 랏 페스탄지 (รัตน์ เปสตันยี) 가 무너지면서 정부 관료들이 국내 영화 산업을 지원할 것을 촉구하는 연설을 하면서 그는 몇 시간 후에 죽었다.
밋 차이반차의 죽음은 비극적인 사고로 통치되었다. 안전을 위해 최종 장면에는 두 가지가 필요했다. 첫 번째는 밋 차이반차이 사다리를 잡고 낮은 고도에서 날아온 것이었다. 그런 다음 스턴트 더블은 더 높은 고도에서 두 번째 샷을 수행했을 것이다.

## 부분 영화
- 1966년 - เพชรตัดเพชร (방콕 작전 - Operation Bangkok)
- 1967년 - Top screet (기밀)
- 1970년 - มนต์รักลูกทุ่ง (시골의 마법의 사랑 / 몬락룩퉁)
- 1970년 - อินทรีทอง (황금 독수리 / 인씨통)